# Лилия армянская
Лилия армянская (лат. Lilium armenum, также Lilium monadelphum subsp. armenum) — многолетнее луковичное растение. Некоторыми авторами рассматривается как подвид лилии однобратственной, другими — как самостоятельный вид. Растение является эндемиком Армении, занесено в Красную Книгу Армении, широко распространено в Котайкской области.

## Описание
Цветки с лепестками жёлтого цвета